# Thaumetopoea
Thaumetopoea is een geslacht van vlinders uit de familie van de tandvlinders (Notodontidae).

## Soorten
- Thaumetopoea abyssinia Strand, 1911
- Thaumetopoea apologetica Strand, 1909
- Thaumetopoea bonjeani (Powell, 1922)
- Thaumetopoea cheela Moore
- Thaumetopoea dhofarensis Wiltshire, 1980
- Thaumetopoea herculeana (Rambur, 1840)
- Thaumetopoea jordana Staudinger
- Thaumetopoea libanotica Kkff & Talhouk, 1975
- Thaumetopoea pinivora (Treitschke, 1834)
- Thaumetopoea pityocampa (Denis & Schiffermüller, 1775) – Dennenprocessierups
- Thaumetopoea processionea (Linnaeus, 1758) – Eikenprocessierups
- Thaumetopoea solitaria (Freyer, 1838)
- Thaumetopoea wilkinsoni Tams, 1926